# Nano da giardino

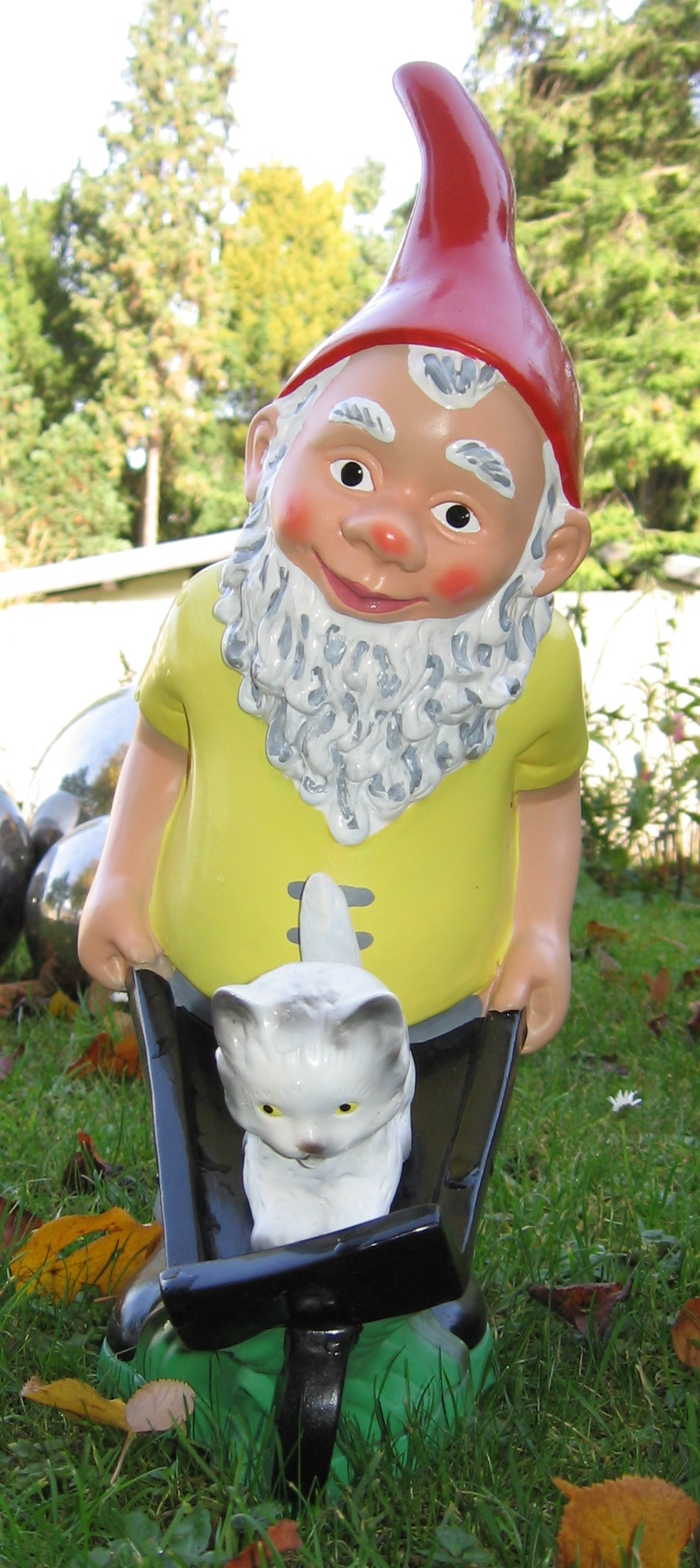
Un nano da giardino

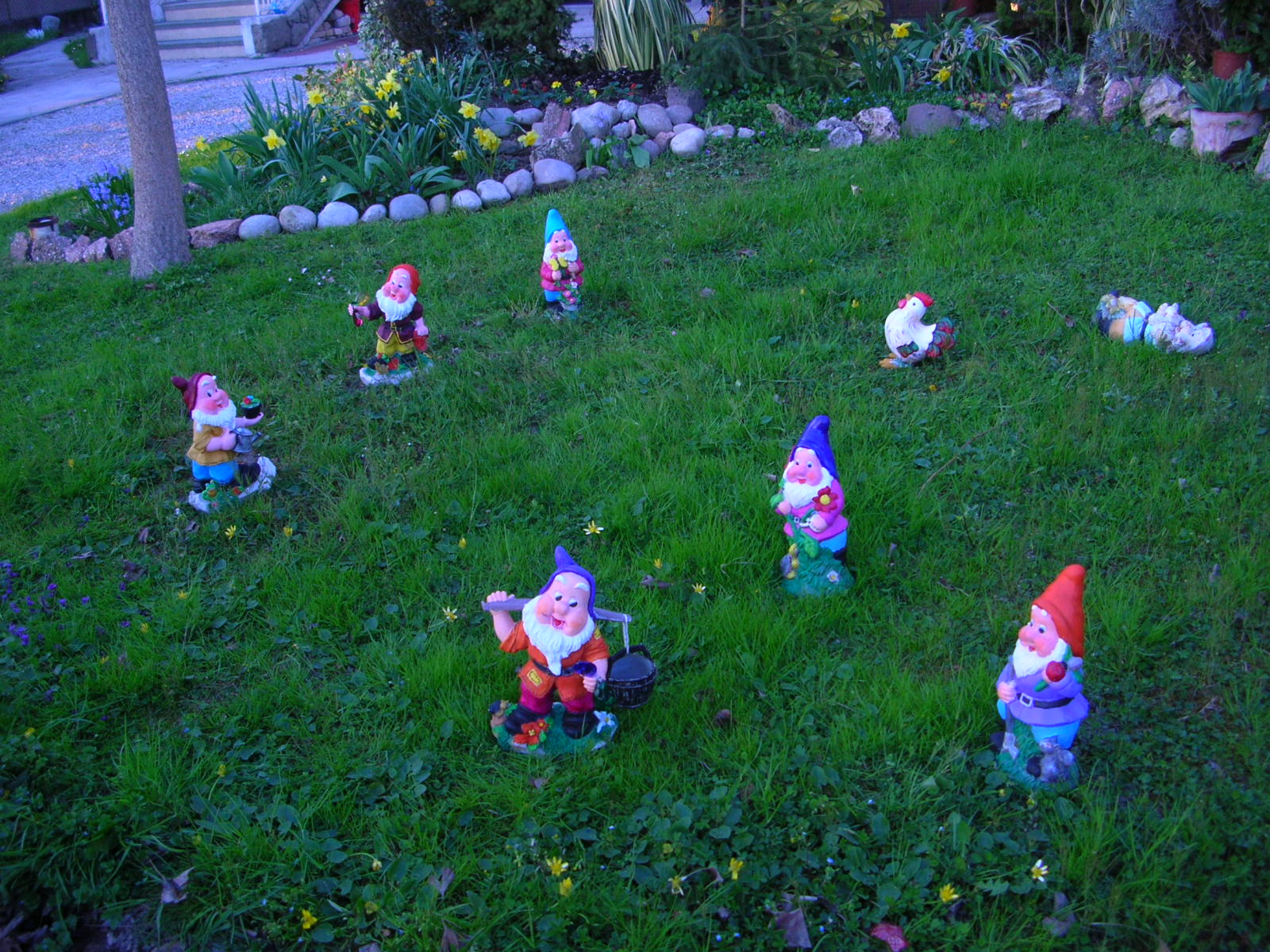
Gruppo di nani in un giardino

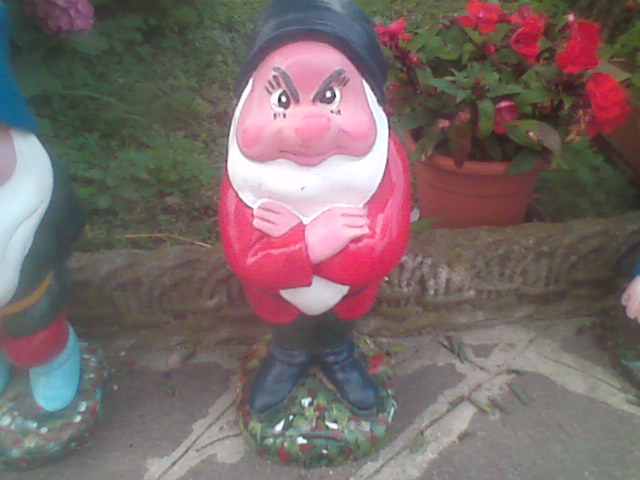
Un nano da giardino degli anni '90

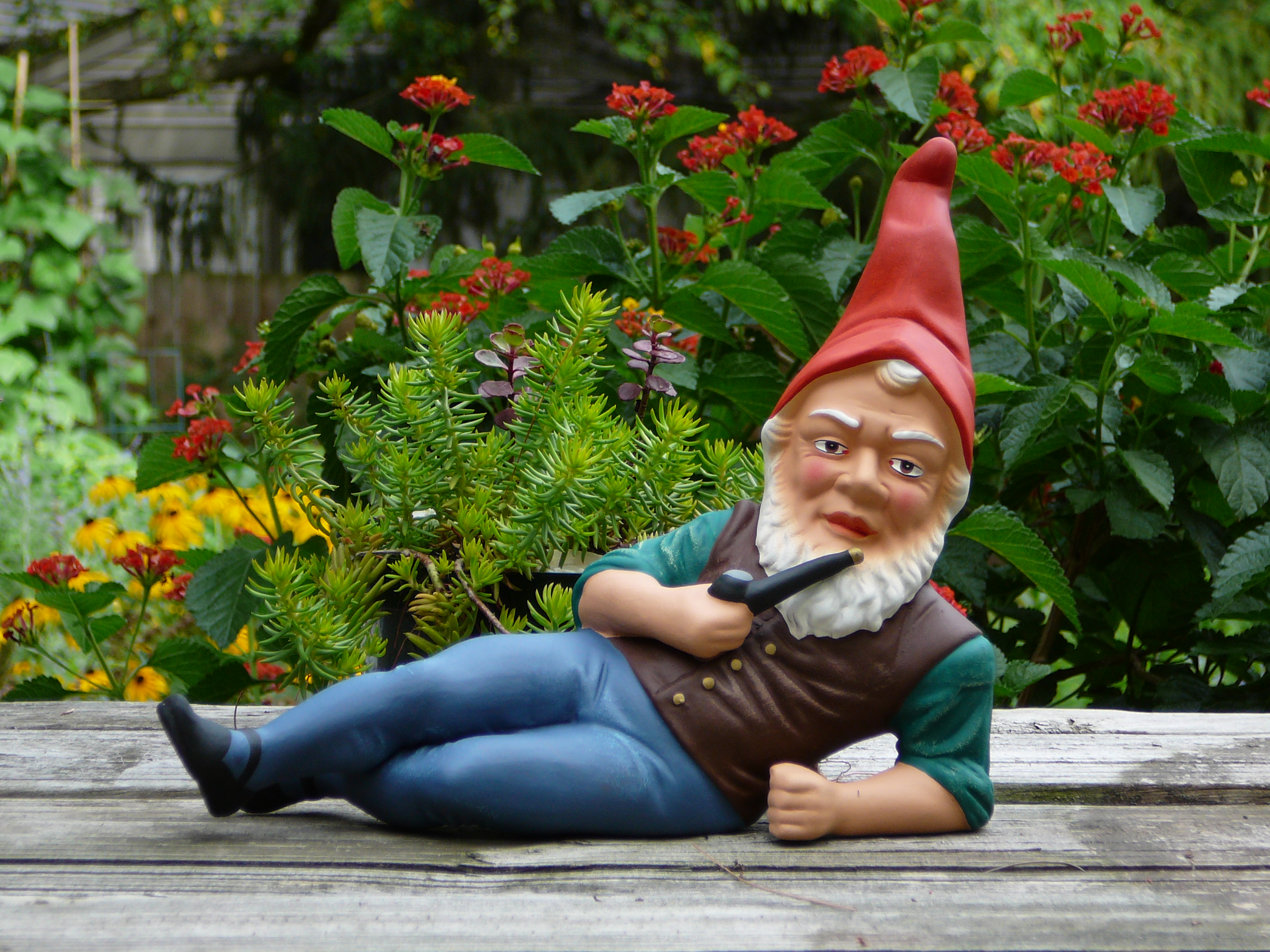
Un nano da giardino in Germania

Un nano da giardino è una statua di piccola taglia, che rappresenta uno gnomo o un nano, utilizzata per decorare i giardini.

## Descrizione
Tradizionalmente, il nano da giardino ha la barba bianca, la pelle rosa e un berretto rosso; è vestito d'un paio di pantaloni e da un soprabito di vari colori. Molto frequentemente può essere rappresentato come uno dei nani del film di animazione Biancaneve e i sette nani.
Esistono diverse qualità di nani da giardino, dalla scultura autentica alla statua in plastica.

## Storia
I nani da giardino ebbero come diretti antecedenti i cosiddetti eremiti ornamentali dell'Inghilterra: persone che erano disposte a vivere, a fine decorativo, in un eremo appositamente costruito nella villa di un ricco proprietario terriero durante l'Era georgiana.
Inizialmente apparsi in Germania nel XVII secolo, i nani da giardino sono stati importati nel Regno Unito nel 1874 da Sir Charles Isham, quando portò con sé da un viaggio in Germania 22 personaggi in terracotta e li dispose come ornamento nel giardino di casa sua, nel Northamptonshire.
Villa Valmarana ai Nani è una villa veneta situata alle porte della città di Vicenza, celebre per il ciclo di affreschi di Giambattista Tiepolo; il nomignolo "ai Nani" - con cui è conosciuta - è dovuto a 17 sculture in pietra rappresentanti nani da giardino, infatti un tempo sparsi nel parco, e oggi allineati sul muro di cinta.

## Cultura di massa
- Il film Il favoloso mondo di Amélie utilizza un nano da giardino come elemento di scena. Nel corso di questo film, Amélie Poulain recita a suo padre, che è appassionato di nani da giardino, la farsa del nano viaggiatore.
- Nel film Il mostro (1994), il protagonista Loris (interpretato da Roberto Benigni) è accusato di aver rubato il nano Mammolo nel giardino condominiale.
- Il film Gnomeo e Giulietta è un film d'animazione con due famiglie di gnomi da giardino, rivali tra di loro. È una parodia di Romeo e Giulietta di William Shakespeare, ma a lieto fine.
- Nel film Project X - Una festa che spacca, un nano da giardino contenente degli stupefacenti viene rubato dai ragazzi protagonisti ad uno spacciatore, che più tardi nel corso del film tornerà furioso per riprenderselo.
- La scrittrice Margherita Oggero ha dedicato un romanzo ai nani da giardino, pubblicato nel 2006[2].